# Uunarteq
Uunarteq (Ũnarteĸ avant 1973, anciennement Kap Tobin en danois) était un village groenlandais situé dans la municipalité de Sermersooq au bord du Scoresby Sund, à 7 km au sud de Ittoqqortoormiit.

## Histoire
Uunarteq est fondé en 1926 par des pêcheurs et leurs familles. En 1947 une station télégraphique et de météorologie est créée. Le village est abandonné lorsque la station est fermée dans les années 1980.